# Sinolapotamon
Sinolapotamon is een geslacht van kreeftachtigen uit de klasse van de Malacostraca (hogere kreeftachtigen).

## Soorten
- Sinolapotamon auriculatum Zhu, Naruse & X. Zhou, 2009
- Sinolapotamon palmatum Zhu, Naruse & X. Zhou, 2009
- Sinolapotamon patellifer (H. W. Wu, 1934)